# Gitarowy Rekord Guinnessa
Gitarowy Rekord Guinnessa – doroczna impreza, odbywająca na początku maja we Wrocławiu, w ramach Thanks Jimi Festival. Uczestniczą w niej gitarzyści, którzy wspólnie wykonują utwór Jimiego Hendrixa „Hey Joe”. Pomysłodawcą imprezy jest Leszek Cichoński.
Pierwsza impreza tego typu odbyła się w 1997 r., na warsztatach „Blues Express” w Zakrzewie, gdzie „Hey Joe” wykonało na scenie 17 gitarzystów. Pierwsza oficjalna edycja Gitarowego Rekordu Guinnessa w Polsce odbyła się w 2003 roku we Wrocławiu i zgromadziła 588 gitarzystów.

## Gwiazdy Gitarowego Rekordu Guinnessa

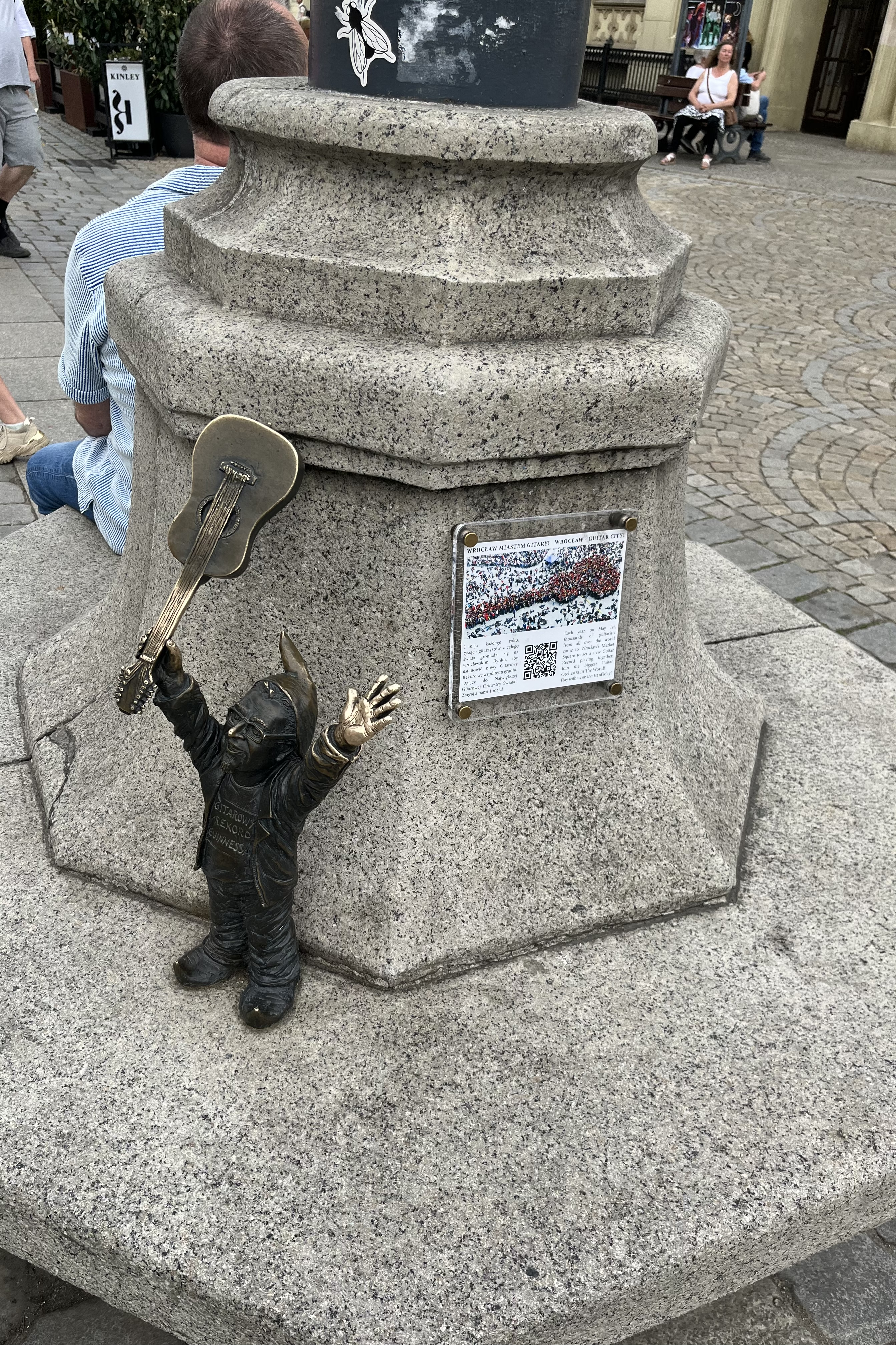
Wrocławskie krasnal Leszko (2025)

Do tej pory w Gitarowym Rekordzie Guinnessa wzięli udział m.in.:
Wykonawcy zagraniczni
- Steve Morse (Deep Purple), Leon Hendrix, Al Di Meola, Jennifer Batten (gitarzystka Michaela Jacksona), John Corabi (były wokalista i gitarzysta Mötley Crüe), Bruce Kulick (były gitarzysta Kiss), Beasto Blanco (muzyk Alice Coopera), Bernie Marsden (Whitesnake), Tommy Emmanuel, Ray Wilson (były wokalista Genesis), Ten Years After, Neil Zaza, Greg Koch, Todd Wolfe (gitarzysta Sheryl Crow), Stan Skibby, Feedback Family, Marcus Miller, Steve Vai, Amen (gitarzysta Lordi).

Wykonawcy polscy
- Jan Borysewicz (Lady Pank), Titus (Acid Drinkers), Litza (Luxtorpeda), L.U.C, Paweł Kukiz, Tomek „Lipa“ Lipnicki (Lipali), Muniek Staszczyk (T.Love), Michał Urbaniak, Grzegorz Markowski, Marek Piekarczyk (TSA), Mieczysław Jurecki (ex Budka Suflera), Wojciech Hoffmann (Turbo), Michał Jelonek, Wojciech Pilichowski, Maciej Balcar (Dżem), Zbigniew Hołdys, Gienek Loska, Sebastian Riedel, Marek Raduli, Jarosław Śmietana, Ryszard Sygitowicz, Alek Mrożek, Jorgos Skolios, Łukasz Łyczkowski i Leszek Cichoński.

## Historia Gitarowego Rekordu Guinnessa w Polsce
| Edycja | Status                                                                                       | Rok  | Miejsce              | Liczba gitarzystów | Rekord                                                                                       |
| ------ | -------------------------------------------------------------------------------------------- | ---- | -------------------- | ------------------ | -------------------------------------------------------------------------------------------- |
| I      | nieoficjalna                                                                                 | 1997 | Zakrzew              | 17                 | ---                                                                                          |
| II     | nieoficjalna                                                                                 | 2002 | Przystanek Woodstock | 10                 | ---                                                                                          |
| I      | oficjalna                                                                                    | 2003 | Wrocław              | 588                | Próba pobicia dotychczasowego rekordu zakończona niepowodzeniem                              |
| II     | oficjalna                                                                                    | 2004 | Wrocław              | 916                | Próba pobicia dotychczasowego rekordu zakończona niepowodzeniem                              |
| III    | oficjalna                                                                                    | 2005 | Wrocław              | 1201               | Próba pobicia dotychczasowego rekordu zakończona niepowodzeniem                              |
| IV     | oficjalna                                                                                    | 2006 | Wrocław              | 1581               | Zobacz wiadomość w serwisie Wikinews pt. 2006-05-01: Gitarowy rekord Guinnessa dla Wrocławia |
| V      | oficjalna                                                                                    | 2007 | Wrocław              | 1881               | Próba pobicia dotychczasowego rekordu zakończona powodzeniem                                 |
| VI     | oficjalna                                                                                    | 2008 | Wrocław              | 1951               | Próba pobicia dotychczasowego rekordu zakończona powodzeniem                                 |
| VII    | oficjalna                                                                                    | 2009 | Wrocław              | 6346               | Próba pobicia dotychczasowego rekordu zakończona powodzeniem                                 |
| VIII   | oficjalna                                                                                    | 2010 | Wrocław              | 4597               | Próba pobicia dotychczasowego rekordu zakończona niepowodzeniem                              |
| IX     | oficjalna                                                                                    | 2011 | Wrocław              | 5601               | Próba pobicia dotychczasowego rekordu zakończona niepowodzeniem                              |
| X      | oficjalna                                                                                    | 2012 | Wrocław              | 7273               | Próba pobicia dotychczasowego rekordu zakończona powodzeniem                                 |
| XI     | oficjalna                                                                                    | 2013 | Wrocław              | 5734               | Próba pobicia dotychczasowego rekordu zakończona niepowodzeniem                              |
| XII    | oficjalna                                                                                    | 2014 | Wrocław              | 7344               | Próba pobicia dotychczasowego rekordu zakończona powodzeniem                                 |
| XIII   | oficjalna                                                                                    | 2015 | Wrocław              | 5018               | Próba pobicia dotychczasowego rekordu zakończona niepowodzeniem                              |
| XIV    | oficjalna                                                                                    | 2016 | Wrocław              | 7356               | Próba pobicia dotychczasowego rekordu zakończona powodzeniem                                 |
| XV     | oficjalna                                                                                    | 2017 | Wrocław              | 6299               | Próba pobicia dotychczasowego rekordu zakończona niepowodzeniem                              |
| XVI    | oficjalna                                                                                    | 2018 | Wrocław              | 7411               | Próba pobicia dotychczasowego rekordu zakończona powodzeniem                                 |
| XVII   | oficjalna                                                                                    | 2019 | Wrocław              | 7423               | Próba pobicia dotychczasowego rekordu zakończona powodzeniem                                 |
| XX     | oficjalna                                                                                    | 2022 | Wrocław              | 7676               | Próba pobicia dotychczasowego rekordu zakończona powodzeniem                                 |
| XXI    | oficjalna                                                                                    | 2023 | Wrocław              | 7967               | Próba pobicia dotychczasowego rekordu zakończona powodzeniem                                 |
| XXII   | oficjalna                                                                                    | 2024 | Wrocław              | 7531               | Próba pobicia dotychczasowego rekordu zakończona niepowodzeniem                              |
| XXIII  | oficjalna                                                                                    | 2025 | Wrocław              | 8122               | Próba pobicia dotychczasowego rekordu zakończona powodzeniem                                 |
|        | Zobacz wiadomość w serwisie Wikinews pt. 2006-05-01: Gitarowy rekord Guinnessa dla Wrocławia |      |                      |                    |                                                                                              |

Pogrubiona liczba w tabeli oznacza, że poprzedni rekord został pobity.